# 奥恩河畔维特里
奥恩河畔维特里（法語：Vitry-sur-Orne，法語發音：[vitʁi syʁ ɔʁn]；洛林法兰克语：Walléngen）是法国摩泽尔省的一个市镇，位于该省西北部，属于蒂永维尔区。

## 地理
奥恩河畔维特里（49°15'56"N, 6°6'32"E）面积7.61 平方千米，位于法国大東部大區摩泽尔省，该省份为法国东北部内陆省份，是洛林的一部分，西南接默尔特-摩泽尔省，东临下莱茵省，北与卢森堡和德国接壤。
与奥恩河畔维特里接壤的市镇（或旧市镇、城区）包括：阿姆内维尔、克卢昂日、法梅克、冈德朗日、朗格沃、龙巴、罗斯朗日。

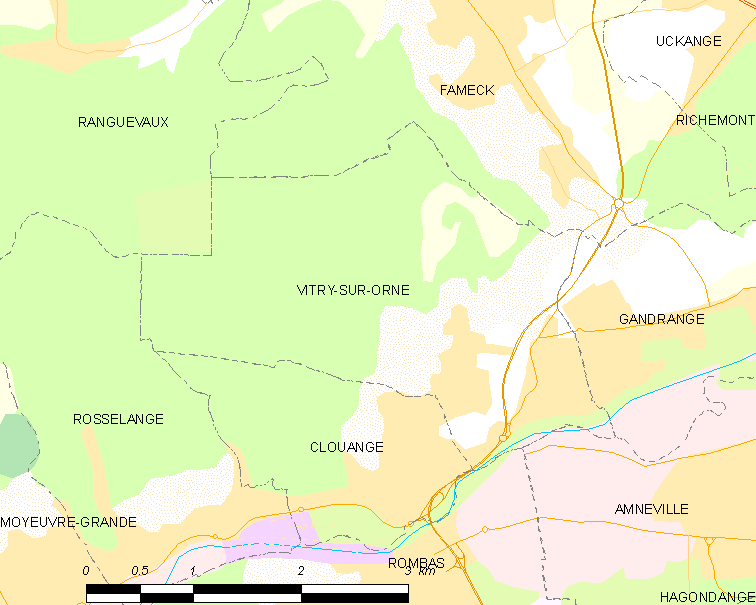
奥恩河畔维特里的OSM定位图

奥恩河畔维特里的时区为UTC+01:00、UTC+02:00（夏令时）。

## 行政
奥恩河畔维特里的邮政编码为57185，INSEE市镇编码为57724。

## 政治
奥恩河畔维特里所属的省级选区为阿扬日县。

## 人口

1962-2008年间奥恩河畔维特里人口变化图示

奥恩河畔维特里于2022年1月1日时的人口数量为2929人。